# Seattle Mariners
A Seattle Mariners egy amerikai baseballcsapat, székhelyük a Washington állambéli Seattle. A Major League Baseballban, az Amerikai Liga Nyugati csoportjában játszanak.

## Történet

### Korai kezdeményezések
Mielőtt MLB csapat került volna Seattlebe már volt a városnak baseball csapata, mely az AAA (Triple A – az MLB utánpótlás bajnoksága) Ligában szerepelt. AZ első MLB csapat kísérlet akkor történt, mikor tulajdonosai ide akarták költöztetni a Cleveland Indians csapatát 1965-ben. Mivel nem jött össze William Daley eladta az Indianst és megszerezte az 1969-es bővítés egyik jogát. Ennek folyományaként jött létre a Seattle Pilots. Bár a csapat megszületett, mégsem láthatott Seattle közönsége MLB mérkőzést az 1970-es bajnoki szezonban, mivel a csapatot szinte azonnal Milwaukeeba költöztették.

### A megalakulás
A Mariners létrejötte tulajdonképpen egy bírósági döntésnek köszönhető. Mivel Bud Seilig (az MLB későbbi igazgatója) a csapatot áthelyezte Milwaukee-ba, Seattle város, King County és Washington beperelte az Amerikai Ligát szerződésszegés miatt. Mivel biztosra vehető volt, hogy néhány éven belül lesz MLB csapat a városban, megépítették a Kingdome-ot. A stadion már az NFL bővítésre is fel lett készítve, a városban működő Seattle Seahawks csapatának is itt adtak otthont. A pereskedés 1976-ig tartott, amikor az Amerikai Liga felajánlotta a bővítés lehetőségét, és hogy páros számú legyen a bővítés bele vették az akkor alakuló Toronto Blue Jays csapatát.
Első mérkőzésüket 1977. április 6-án, telt ház előtt (57 762 néző) játszották a California Angels csapata ellen, melyet 7-0 arányban elvesztettek. Az 1970-es és 1980-as évek nem hoztak áttörő sikert a csapatnak, bár arra mindig odafigyeltek, hogy egy-két nézőcsalogató nagy név szerepeljen a csapatban, igaz mindegyik a karrierjének vége felé került a csapathoz. Az átlagéletkort szem előtt tartva, több tehetséges fiatalt próbáltak felhozni MLB szintre, több kevesebb sikerrel.  Hiába játszott a csapatban Gaylord Perry karrierjének utolsó két évében (1991-ben Hírességek Csarnokába került), sikert nem csak a „The Ancient Mariner” (Agg Tengerész) becenevet érte el. A csapat erősségei között találjuk Alvin Daviest (Rookie of the Year – 1984), Harold Reynoldsot (kétszeres All-Star válogatott (1987, 1988) és háromszoros Gold Glove nyertes (1988–1990)), Mark Langstont (háromszor dobta a legtöbb strike outot a Ligában (1984, 1986, 1987)) és a csapatkapitányt Spike Owent, a csapat a szerény teljesítményéről és a sok vereségéről vált híressé.
A rajongók 1989-ben kezdtek el bizakodni, amikor megjelent a horizonton egy új csillag Ken Griffey Jr. személyében, akit az 1987-es drafton elsőként választott ki a Mariners.

### Az 1990-es évek
Az évtizedet még egy újabb sikertelen szezonnal kezdték, de 1991-ben végre 50%-os mutató fölé került a csapat, 83-79-es eredményük a 7 csapatos csoport 5. helyére volt elég, így bár csapatrekordot értek el, kirúgták akkori edzőjüket Jim Lefebvret. Helyére Bill Pulmert szerződtették, de az 1992-es szezon végén meg is váltak tőle, köszönhetően a begyűjtött 98 vereségnek.
Az 1992-es szezon közepén a csapatot megvásárolta a Nintendo cég, így az első olyan csapat lettek, amelyiket az amerikai kontinensen kívüli tulajdonos vezetett. Mivel a baseball elöljárói ellenezték ezt a vásárlást, csak azzal a kitétellel engedélyezték, hogy az elnök és az elnökség amerikai kézben kellett, hogy maradjon.
Az 1993-as szezon elején a csapat leszerződtette Lou Piniella menedzsert, aki 1990-ben World Series győzelemre vezette a Cincinnati Reds csapatát. A Mariners rajongók hamar a szívükbe zárták Piniella mestert, ehhez nagyban hozzájárult az, hogy 1993 és 2002 között kétszer is megnyerte a Manager of the Year (Év Menedzsere) díjat.
1994-ben kezdett kialakulni az a csapat, amit a '80-as évek végén kezdtek el felépíteni Ken Griffey Jr. (középkülsős), Randy Johnson (dobó), Edgar Martinez (hármas védő) és Jay Buhner (jobbkülsős) köré, ám szerencsétlenségükre a Kingdome tetőszerkezete meggyengült és 4 darab, egyenként 6 kilós elem, a pályára zuhant. Mivel a stadionokra vonatkozó előírás nagyon szigorú, bizonytalanná vált, hogy engedélyeznek e még a stadionban MLB mérkőzéseket, és mivel a rekonstrukció csak egy ideig biztosítaná a játéklehetőséget, egy új stadion felépítésébe kezdtek. A szezon hátrelévő részére a Marinersnek új stadion után kellett nézni, ám a közelben található pályákat a Játékos Szakszervezet nem fogadta el. Nem maradt más megoldás a csapat az összes mérkőzését idegenben kezdte el lejátszani, amibe egy 2-8-as mutató után kezdtek belerázódni és a következő 10 mérkőzésükből 9-et megnyertek, ezzel mindössze 2 győzelemre kerültek a csoportot vezető Texas Rangershez. Augusztus elején aztán kiderült, hogy hiába lendült bele a csapat, a szezonnak idejekorán vége lett, mivel a játékosok sztrájkolni kezdtek.

#### 1995 az első rájátszás éve
1995-ben Ken Griffey Jr. egy komoly sérüléssel kezdte a szezont, ami kihatott a csapat teljesítményére is. Augusztus közepén már 13 győzelemmel maradtak el a csoportot vezető California Angels mögött, ám ekkor hatalmas hajrába kezdtek. Szeptemberben több mérkőzésüket is megnyerték vesztett állásból, ráadásul az Angels egy komolyabb vereségszériát produkált, így az alapszakasz végére a két csapat ugyanolyan mutatóval állt a csoport első helyén (78–66). A szabályok értelmében a csoportgyőztes kilétét egy plusz mérkőzés dönti el. A mérkőzés külön érdekessége az volt, hogy a két kezdő dobót pont egymásért cserélték el 1989-ben (Randy Johnson, Mark Langston). Az egy mérkőzéses rájátszást a Mariners viszonylag könnyedén 9-1-re megnyerte, így fennállásának első rájátszásbéli szereplésére készülhetett. Az első ellenfél a legjobb másodikként a rájátszásba kerülő New York Yankees csapata volt, akik az első két mérkőzést meg is nyerték. A következő két mérkőzést Seattleben rendezték, és itt is hazai sikerek születtek, ezzel 2-2-re állt az egyik csapat 3. győzelméig tartó sorozat. A mindent eldöntő 5. mérkőzésre is Seattleben került sor. Az első 10 inning nem hozott döntést, 4-4-es állásnál kezdődhetett meg a 11. játékrész. A Mariners rajongók lélegzetvisszafojtva figyelték, amint a Yankees az inning első felében 1 pontos vezetést szerez. Az inning második felében aztán Edgar Martinez kétpontos duplájával megnyerték a mérkőzést, és jogot szereztek az Amerikai Liga döntőjére. Menetelésüknek a Cleveland Indians vetett véget, akik 4-2-re legyőzték a Marinerst az Amerikai Liga döntőjében.

#### 1996–1999

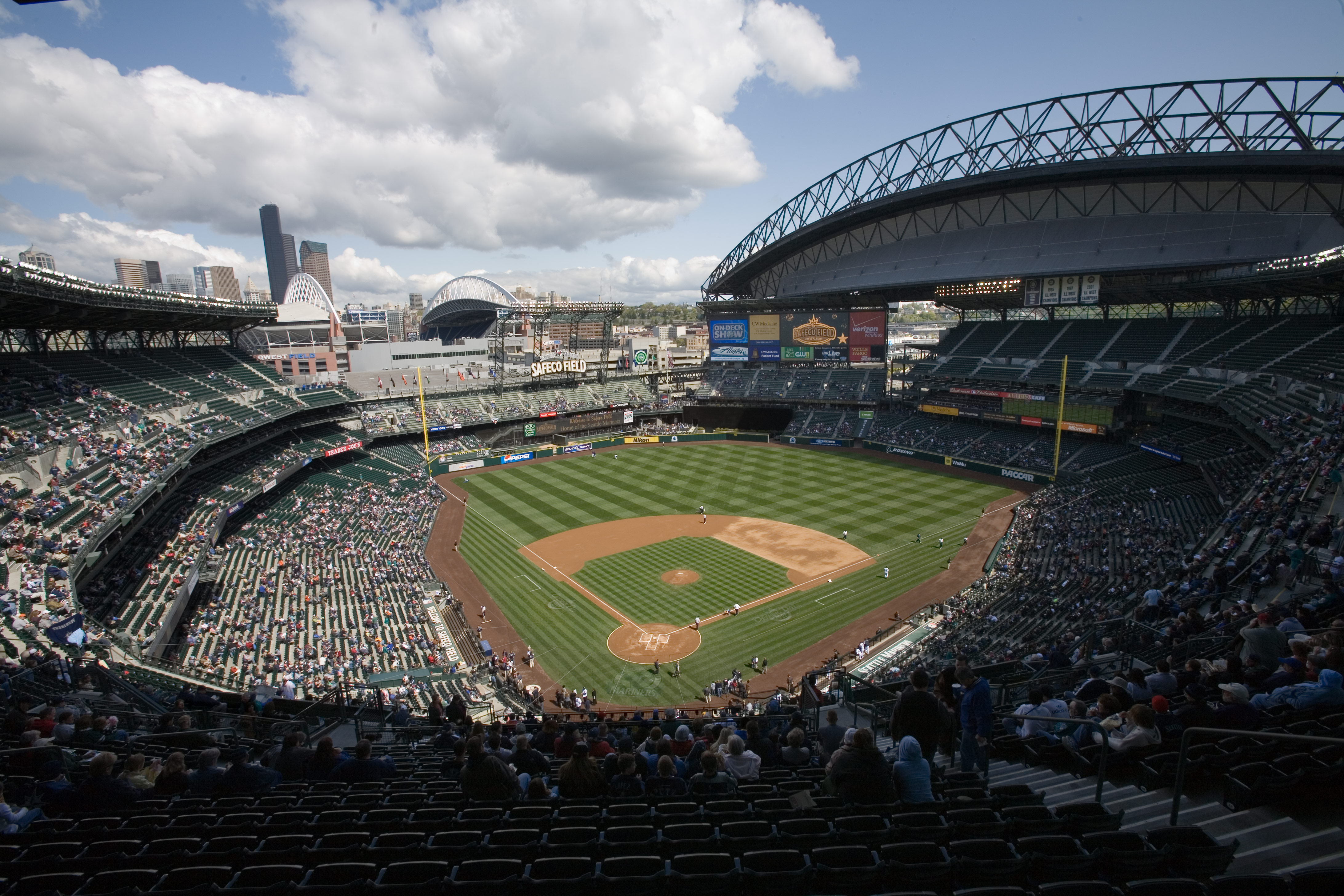
A Safeco Field látképe 2007-ben

Az 1996-os szezonban akkori csapatrekordnak számító 85 győzelmet szereztek, de ez is kevés volt a rájátszáshoz. A támadósor remekül teljesített, csapatrekordot értek el az ütött hazafutások terén, ám a dobósor nem tudott jól teljesíteni, ráadásul augusztus közepén Randy Johnson le is sérült. Ebben az évben új arc tűnik fel a Mariners shortstop posztján, napjaink egyik legnagyobb sztárja, Alex Rodriguez kezdte el karrierjét ebben az évben. 1997-ben ismét sikerült a rájátszásba kerülniük, az alapszakaszban felülmúlták az előző évi 85 győzelmet is, 90-72-vel nyerték meg a nyugati csoportot. A rájátszás első körében azonban a Baltimore Orioles komolyabb ellenállás nélkül gázolt át rajtuk. Seattleben kétszer is 9-3-re legyőzve őket, végül 3-1-es összesítéssel az Orioles jutott tovább. Az 1998-as (76–85) és az 1999-es (79–83) szezonban nem sikerült ilyen remek eredményt elérni, mely leginkább a dobósorra vezethető vissza. Randy Johnsont 1998 júliusában eladták a Houston Astrosnak, pótlását pedig nem sikerült megoldani. A '99-es szezon közepén végre elkészült a Safeco Field elnevezésű stadion, ami azóta is a Mariners otthonául szolgál. Az új létesítmény 517.6 millió dollárba került, közel 54.000 néző befogadására alkalmas. A szezon végén Ken Griffey Jr. saját kérésére Cincinnatibe igazolt.

### 2000-től napjainkig
A 2000-es szezonban majdnem megint döntetlen lett az alapszakasz vége, hiszen ha az utolsó mérkőzését megnyerte volna a Mariners, akkor utoléri a listavezető Oakland Athletics csapatát, ám ez a mérkőzés eső miatt törölve lett a naptárból. Így is a legjobb másodikként sikerült a rájátszásba kerülniük 91-71-es mutatóval. Az első akadályt sikeresen vették, a Chicago White Soxot győzték le vereség nélkül 3-0 arányban. A Liga döntőben azonban a későbbi World Series győztes New York Yankees 4-2-re tudott ellenük nyerni, így ismét nem sikerült megnyerni az Amerikai Ligát. A bajnokság végén aztán egy újabb jelkép hagyta el a csapatot, Alex Rodriguez a Texas Rangers csapatához igazolt. Pótlására Szuzuki Icsirót szerződtették Japánból, aki hazájában már szupersztárnak számított, első MLB szezonja után pedig meghódította az amerikai rajongókat is. A belső mezőny megerősítésére Bret Boonet, a veterán kettes bázis védőt igazolták le, aki nagy ütéseiről is elhíresült.

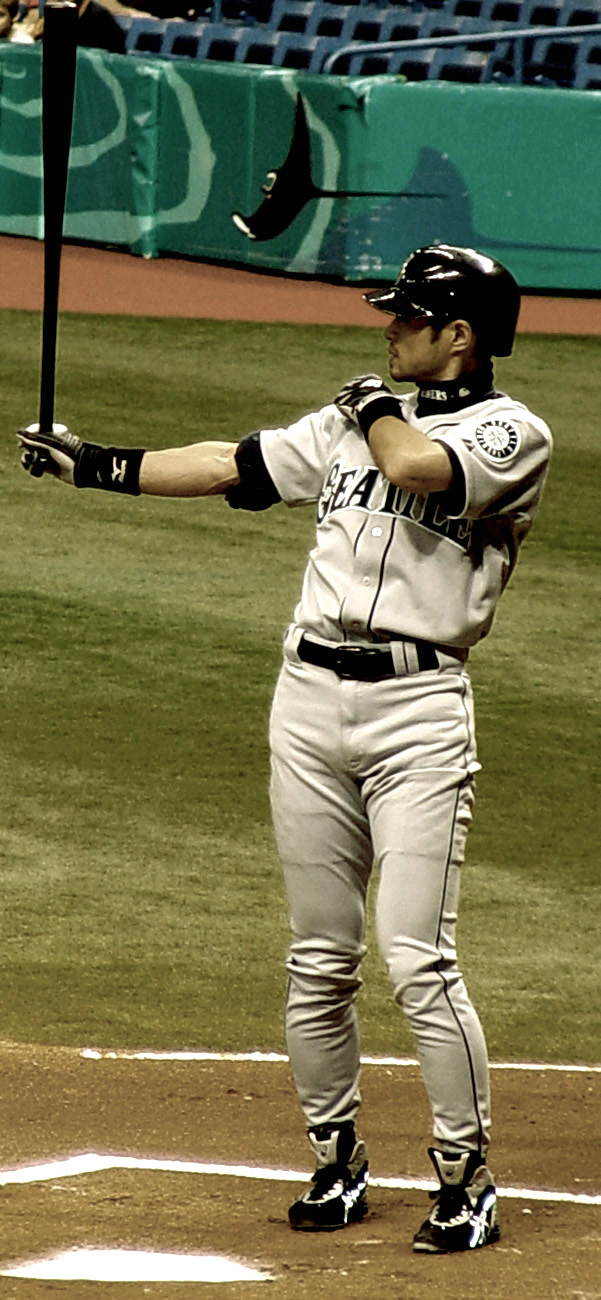
Szuzuki Icsiro jellegzetes mozdulata ütéshez állásnál.

2001-ben a rajongók Rodriguez elvesztése miatti bánatát sikerült feledtetni. A Mariners olyan alapszakaszt produkált, melyre utoljára 1906-ban volt példa, 116 mérkőzésüket megnyerték a 162-ből. Legutóbb ezt a Chicago Cubsnak sikerült 95 évvel ezelőtt. Szuzuki Icsiró tálentumát remekül jelzi, hogy az első MLB szezonjában megnyerte az Amerikai Ligában az MVP, a Rookie of the Year és a jobbülsős Gold Glove díjat is. A rájátszás első körében 3-2-re legyőzték a Cleveland Indians csapatát, ám a Liga döntőjében ismét kikaptak, ismét a New York Yankees ellenében, most 4-1-re. Ebben a szezonban Seattle adott otthont az All-Star gálának, mely összecsapáson 8 Mariners játékos vehetett részt.
A 2002-es bajnokság is remekül indult, úgy tűnt ismét sikerül 100 győzelem felett végeznie a csapatnak, ám végül csak 93 jött össze, ami máskor még így is csoportgyőzelmet vagy legalább legjobb második helyet érne, ebben az évben azonban csak a csoport 3. helyéhez volt elegendő. A csoportot az Oakland Athletics nyerte 103-59-es mutatóval, a legjobb második helyet pedig a Anaheim Angels szerezte meg 99-63-mal. A szezon végén aztán Piniella edző szülővárosának  csapatához szerződött és a Tampa Bay Devil Rays menedzsere lett, helyét Bob Melvin vette át. 2003-ban ismét az Oakland Athletics nyerte meg a csoportot, a Mariners második lett 93-69-es mutatóval, ám a legjobb második helyre a keleti csoport másodikja, a Boston Red Sox delegálta magát 95-67-el.
| Szuzuki Icsiro ütési eredménye |       |       |
| 2007. szeptember 30-i állapot  |       |       |
| Szezon                         | Hitek | Átlag |
| 2001                           | 242   | .350  |
| 2002                           | 208   | .321  |
| 2003                           | 212   | .312  |
| 2004                           | 262*  | .372  |
| 2005                           | 206   | .303  |
| 2006                           | 224   | .322  |
| 2007                           | 238   | .351  |
| Összesen                       | 1592  | .333  |
| *MLB Rekord                    |       |       |

2004-től 2006-ig a csapat egy komolyabb mélyrepülésbe kezdett. A három szük esztendő első két évében még 70 győzelmet sem sikerült elérni (2004 – 63-99, 2005 – 69-93), a harmadik évben ugyan sikerült, de megint csak a csoport utolsó helyére elegendő 78-84 jött össze. Gyógyírt a sebekre csak az jelentett, hogy 2004-ben Szuzuki Icsiro megdöntötte az egy szezonban ütött legtöbb biztos ütések (basehit) számát 262 találattal (a korábbi rekordot George Sisler tartotta 257-el). Ebben az időszakban több újoncot is kipróbáltak, de igazi nagy név nem került ki a tartalék csapatból. Megpróbáltak külföldről is igazolni, az ekkor 19 éves venezuelai dobót, Felix Hernandezt, a szintén venezuelai kettes védőt, José Lopezt, a kubai shortstopot Yuniesky Betancourtot, és a japán elkapót, Jodzsima Kendzsit.
2007-ben ismét hatalmas játékosmozgás volt a csapatnál, aminek meg is lett az eredménye, igaz a bajnokság felénél 44-33-as eredmény után megváltak az edzőjüktől, aki ekkor Mike Hargrove volt, és az új edző John Mclaren lett. Végig versenyben voltak a legjobb második helyért (wild card race), ám a szeptemberi 3-15-ös eredményük pár nappal a szezon vége előtt biztossá tette, hogy nem indulhatnak a rájátszásban. A Mariners rajongóknak viszont remek hír volt, hogy Szuzuki újabb 5 évre kötelezte el magát a Mariners csapatához, 90 millió dollárért. A szezonban Szuzuki ismét 200 biztos ütés feletti eredményt ért el, így egyike azon 3 játékosnak, akiknek ez sikerült, ráadásul egyedüliként neki sikerült 7 egymás követő évben, az első 7 MLB szezonjában sorozatban ez a teljesítmény.

## Csapatjelképek

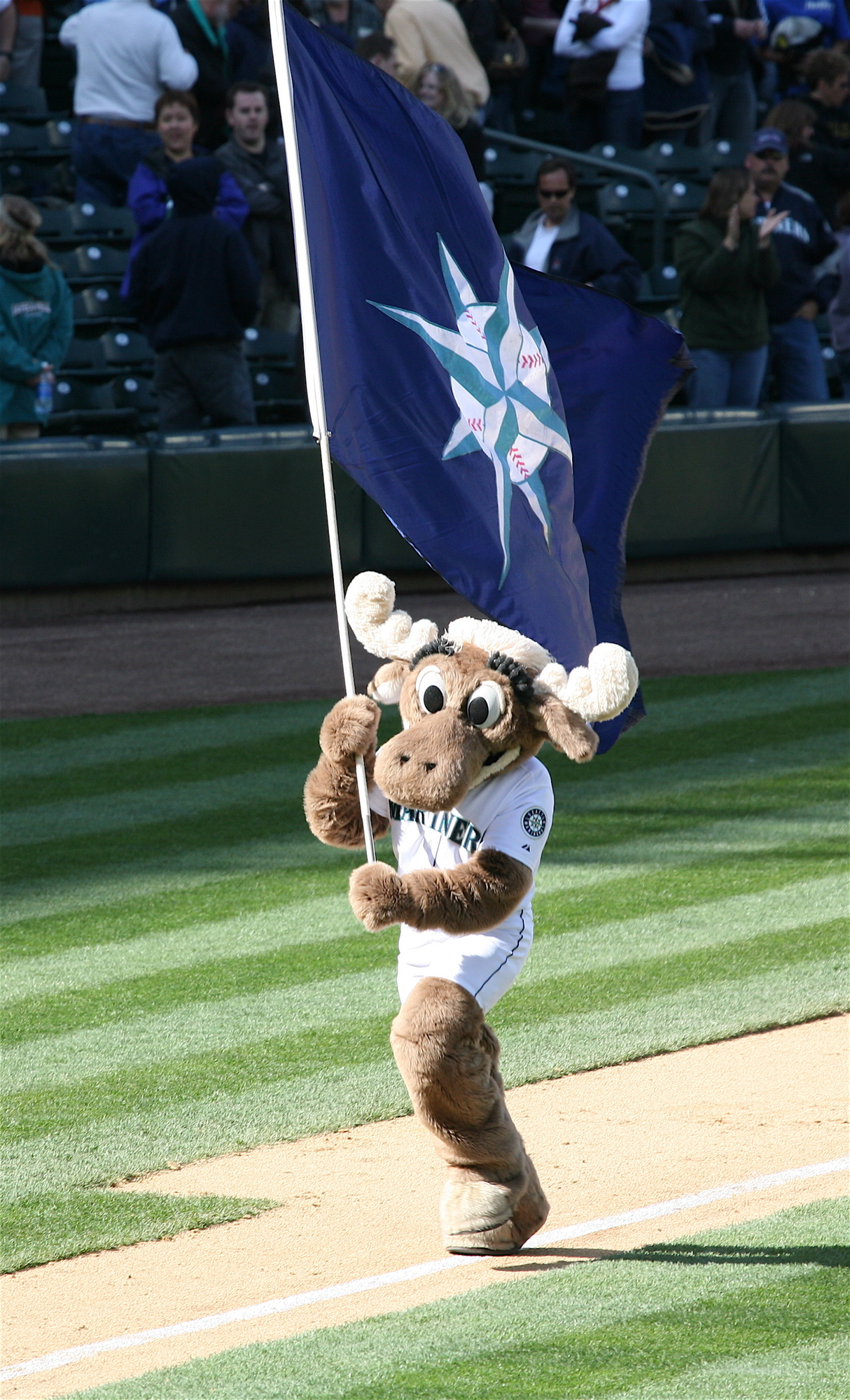
A Mariner Moose nevü kabalafigura, munka közben.

- Csapatszínek: Tengerész kék (navy blue), zöld (northwest green), és metál ezüst.
- Emblémák:
  - Sapkaembléma: Egy 'S' betű közepén baseballabda és iránytű.
  - Csapatembléma: Kör alakú logo, melyen körbe a Seattle Mariner felirat található, közepében egy baseball labdán lévő iránytű, mely a csapat nevére a tengerészekre utal.
- Kabalafigura: Mariner Moose – egy ember formájú szarvas.

## Döntőbeli szereplések
| Év   | Alapszakasz eredmény | Döntőbeli eredmények                                                                                         |
| ---- | -------------------- | --- |
| 1995 | 79-66                | Amerikai Liga Nyugati csoport győztes. Az Amerikai Liga döntőjében a Cleveland Indians-tól kapott ki 4-2-re. |
| 1997 | 97-72                | Amerikai Liga Nyugati csoport győztes. Az Liga elődöntőjében a Baltimore Orioles-tól kapott ki 3-1-re.       |
| 2000 | 91-71                | Legjobb 2.-ként bekerül a rájátszásba. Az Amerikai Liga döntőjében a New York Yankees-től kapott ki 4-2-re.  |
| 2001 | 116-46               | Amerikai Liga Nyugati csoport győztes. A Amerikai Liga döntőjében a New York Mets-től kapott ki 4-1-re.      |

## Mariners játékosok a Baseball Hírességek Csarnokában
Jelenleg még nincs senki, aki bekerült volna a csapatból, egyedül Gaylord Perry található a hírességek között, aki 1982–1983-ban szerepelt a Mariners csapatában.

### Mariners Hírességek Csarnoka
A Mariners saját csapatának külön Hall of Fame-et (Hírességek Csarnoka) tart fent. Ennek tagjai a következők:
- Dave Niehaus, riporter (1977–)
- 21 Alvin Davis, egyes védő (1984–91)
- 19 Jay Buhner, külső védő (1988–2001)
- 11 Edgar Martinez, hármas védő, helyettesítő ütő (1987–2004)

## Visszavont mezszámok
Vissza még nem vonultattak mezt, a saját szabályaik szerint csak olyan mezszámot fognak visszavonultatni, aki bekerül a Hírességek Csarnokába és az utolsó 5 évben a Mariners játékosa volt, illetve ha a csapatnál elért eredményei alapján választják be.
Bár hivatalosan nincs visszavonva, a csapat eddig még nem adta ki a 11-es (Edgar Martinez), a 14-es (Lou Piniella), a 19-es (Jay Buhner) és a 24-es (Ken Griffey Jr.) mezszámokat. Az 51-es mezt (Randy Johnson) Szuzuki Icsiro örökölte, akinek már Japánban is ez volt a száma.
A 42-es (Jackie Robinson) számot a teljes MLB-ből visszavonták.